# Kościół Niepokalanego Poczęcia Najświętszej Maryi Panny w Sosnowcu
Kościół Niepokalanego Poczęcia Najświętszej Maryi Panny w Sosnowcu – rzymskokatolicki kościół parafialny w Sosnowcu. Należy do dekanatu sosnowieckiego św. Barbary. Mieści się przy ulicy Skautów w dzielnicy Sielec.

## Historia kościoła
W związku z rosnącą liczbą mieszkańców Sielca, która związana była z powstaniem we wsi zakładów przemysłowych, pojawiła się potrzeba zbudowania kościoła na potrzeby lokalnej wspólnoty wyznaniowej. W 1902 r. powołano do życia komitet budowy świątyni, w skład którego weszli przedstawiciele okolicznych przedsiębiorstw produkcyjnych i mieszkańcy. Przewodniczącym komitetu został dyrektor spółki Gwarectwo „Hrabia Renard” inżynier Ludwik Mauve. W wyniku konsultacji wśród sielczan doszło do rozłamu w sprawie ustalenia miejsca budowy. Rozważano możliwość wzniesienia świątyni na działce przekazanej na ten cel przez Gwarectwo „Hrabia Renard” oraz w rejonie dzisiejszej ulicy Legionów, a także przy ulicy Staszica. Zwyciężyła pierwsza opcja i prace nad budową kościoła rozpoczęto w 1905 r. na podstawie projektu architekta Stefana Szyllera. Pomimo takiego rozstrzygnięcia grupa mieszkańców Starego Sielca postanowiła  zbudować własną świątynię, którą wzniesiono w latach 1906–1907 przy dzisiejszej ulicy Wawel, nadając imię św. Barbary. 
Plan budowy domu świątynnego w Nowym Sielcu oparty był na niezrealizowanym z powodu wysokich kosztów projekcie kościoła Zbawiciela w Warszawie z 1901 r.. 6 kwietnia 1908 r. ustanowiono parafię Niepokalanego Poczęcia Najświętszej Maryi Panny, wydzielając ją z parafii  św. Joachima w Zagórzu. Pierwszym proboszczem został ksiądz Kazimierz Mazurkiewicz. Na potrzeby związane z funkcjonowaniem parafii przystosowano pomieszczenia browaru, urządzając w nich kaplicę, a w sąsiednim budynku karczmy zrobiono plebanię. Prace przy budowie kościoła z różnych względów opóźniały się. Do czasu wybuchu I wojny światowej wykonano jedynie ławę fundamentową, co spowodowane było problemami z mało stabilnym gruntem. Działania wojenne i kryzys gospodarczy związany z ich przebiegiem zmusił budowniczych do ograniczenia kosztów. W tym celu zwrócono się do autora projektu o skorygowanie planów architektonicznych. Nowy projekt opracował w październiku 1935 r. Wiesław Kononowicz, który zredukował plan świątyni przez skrócenie korpusu nawowego, transeptu i prezbiterium. Do 1939 r. wybudowano do połowy mury prezbiterium i nawy, zaprzestając prac budowlanych na czas wojny. W latach 1947–1952 dokończono budowę murów oraz fasadę i położono dach. Kościół został pobłogosławiony 2 listopada 1952 r. i konsekrowany 17-18 czerwca 1961 r. przez biskupa częstochowskiego Zdzisława Golińskiego.

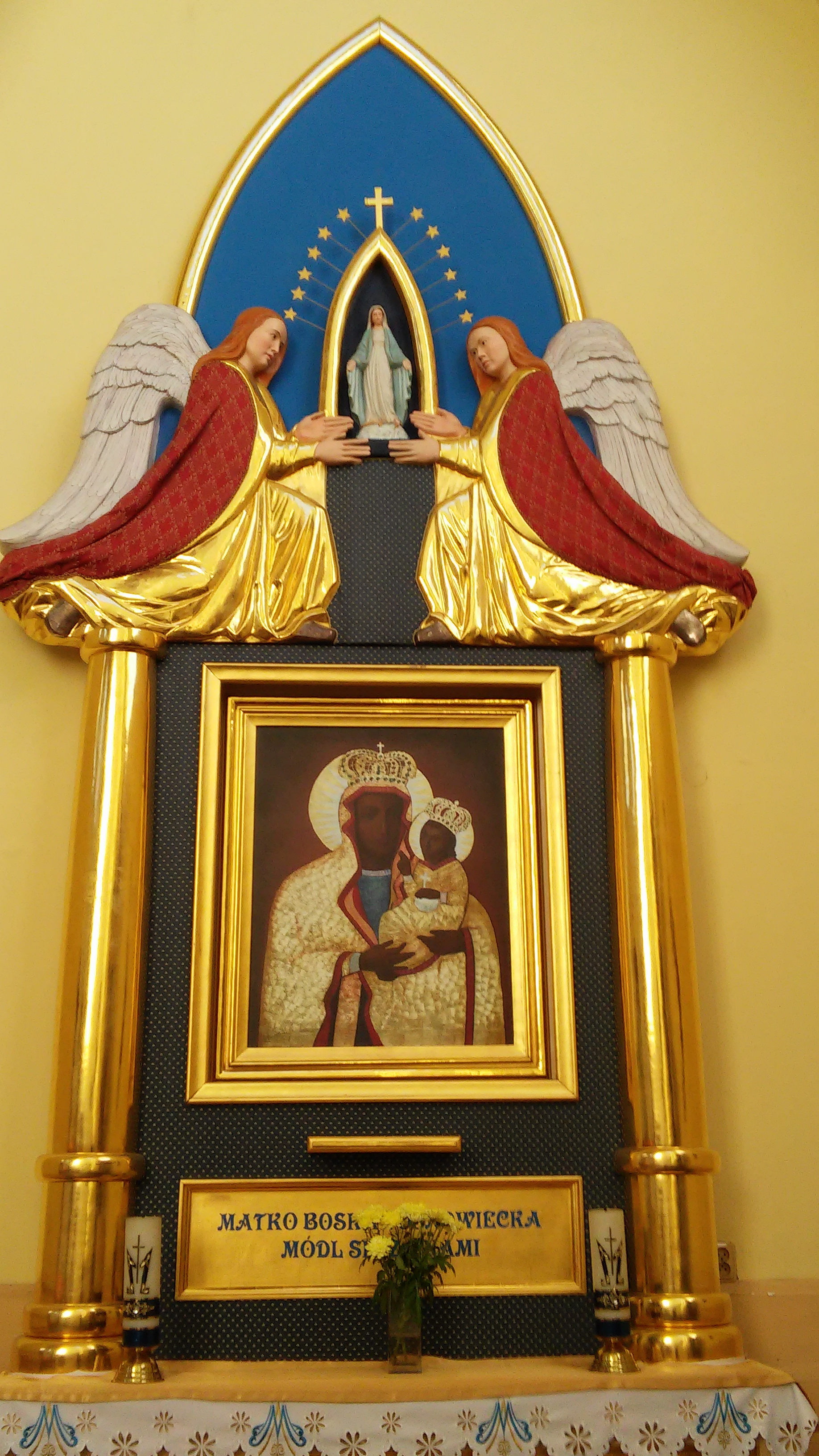
Obraz Matki Boskiej Sosnowieckiej

## Opis budynku
Kościół Niepokalanego Poczęcia Najświętszej Maryi Panny w Sosnowcu jest to budowlą bazylikową o trzech nawach z transeptem, która została wybudowana na rzucie krzyża łacińskiego z czerwonej cegły. Bryłę świątyni, która jest pozbawiona wież, pokryto dwuspadowym dachem zwieńczonym szczytami schodkowymi.
We wnętrzu na uwagę zasługuje m.in. wyposażenie na które składają się obiekty przeniesione z nieistniejącej dziś kaplicy Zamku Sieleckiego w Sosnowcu, a szczególnie wizerunek Matki Bożej z Dzieciątkiem zwanej Sosnowiecką.
30 grudnia 2022 r. zespół kościelny, w skład którego wchodzi Kościół Niepokalanego Poczęcia Najświętszej Maryi Panny w Sosnowcu wraz z plebanią wybudowaną jako karczma pobliskiego browaru oraz dawną kaplicą, w której mieściła się piwiarnia z ok. 1900 r., zostały wpisane do rejestru zabytków.

## Parafia
Kościół należy do parafii Niepokalanego Poczęcia Najświętszej Maryi Panny w Sosnowcu, która wchodzi w skład rzymskokatolickiej diecezji sosnowieckiej. Proboszczem parafii jest ksiądz Stanisław Rozner.

## Miejsce pamięci
W kościele wmurowano tablicę upamiętniającą wydarzenia, które miały tutaj miejsce w 1980 r.. Tablica zawiera treść „W tym kościele w roku 1980 zrodziła się „Solidarność” Zagłębia Dąbrowskiego. Tutaj odbywały się od początku msze święte za ukochaną ojczyznę. NSZZ „Solidarność” KWK „Sosnowiec”, KWK „Porąbka-Klimontów”.